# Srbská hokejová reprezentace
Srbská hokejová reprezentace je národní tým Srbska a člen Mezinárodní hokejové federace. V žebříčku IIHF je k roku 2020 umístěna na třicátém místě.

## Mistrovství světa v ledním hokeji
| MS        | Úroveň      | Místo turnaje  | Umístění                         | Celkově                          |
| --------- | ----------- | -------------- | -------------------------------- | -------------------------------- |
| MS – 2007 | Divize II A | Záhřeb         | 4. místo                         | 35. místo                        |
| MS – 2008 | Divize II A | Miercurea Ciuc | 3. místo                         | 33. místo                        |
| MS – 2009 | Divize II A | Novi Sad       | 1. místo                         | 30. místo                        |
| MS – 2010 | Divize I A  | Tilburg        | 6. místo                         | 27. místo                        |
| MS – 2011 | Divize II A | Melbourne      | 3. místo                         | 33. místo                        |
| MS – 2012 | Divize II A | Reykjavík      | 5. místo                         | 33. místo                        |
| MS – 2013 | Divize II A | Záhřeb         | 5. místo                         | 33. místo                        |
| MS – 2014 | Divize II A | Bělehrad       | 3. místo                         | 31. místo                        |
| MS – 2015 | Divize II A | Reykjavík      | 3. místo                         | 31. místo                        |
| MS – 2016 | Divize II A | Jaca           | 4. místo                         | 32. místo                        |
| MS – 2017 | Divize II A | Galați         | 3. místo                         | 31. místo                        |
| MS – 2018 | Divize II A | Tilburg        | 3. místo                         | 31. místo                        |
| MS – 2019 | Divize II A | Bělehrad       | 1. místo                         | 29. místo                        |
| MS – 2020 | Divize I B  | Katovice       | Zrušeno kvůli pandemii covidu-19 | Zrušeno kvůli pandemii covidu-19 |
| MS – 2021 | Divize I B  | Katovice       | Zrušeno kvůli pandemii covidu-19 | Zrušeno kvůli pandemii covidu-19 |
| MS – 2022 | Divize I B  | Tychy          | 4. místo                         | 26. místo                        |
| MS – 2023 | Divize I B  | Tallinn        | 6. místo                         | 28. místo                        |
| MS – 2024 | Divize II A | Bělehrad       | 2. místo                         |                                  |